# 茅ヶ崎市総合体育館
茅ヶ崎市総合体育館（ちがさきしそうごうたいいくかん）は、神奈川県茅ヶ崎市茅ヶ崎にある屋内スポーツ施設である。

## 概要
1989年（平成元年）5月9日開館。
2008年（平成20年）より指定管理者制度が導入され、財団法人茅ヶ崎市都市施設公社が管理運営に当たっている。
なお、同館とは別に茅ヶ崎市体育館も所在する（所在地は十間坂）。

## 施設
- 第1体育室 2,150m2
  - バスケットボール3面
  - バレーボール4面
  - バドミントン12面
  - 卓球30台
- 第2体育室 540m2
  - バスケットボール1面
  - バレーボール1面
  - バドミントン3面
  - 卓球8台
- 柔道場 225m2（98畳）
- 剣道場 225m2
- 弓道場 11m×28m
- 多目的室
- オーケストラ室
- 卓球練習場 6台
- トレーニング室
- ジョギングコース

## 主な大会・イベント
- 1998年に開かれたかながわ・ゆめ国体ではボクシング競技の会場として使用された。また、茅ヶ崎に拠点を置くプロジムであるピストン堀口道場も興行を打っている。

## 交通アクセス
- 東日本旅客鉄道（JR東日本）東海道線（上野東京ライン・湘南新宿ライン），相模線茅ケ崎駅北口より徒歩約10分